# Хевронский университет Палестины
Хевронский университет (араб. جامعة الخليل‎) — государственное высшее учебное заведение на Западном берегу реки Иордан, принадлежит Палестинской национальной администрации. Университет проводит совместную деятельность с Федерацией университетов исламского мира (FUIW).

## История
Университет основан в 1971 году по инициативе тогдашнего мэра Мухаммада Али аль-Джабари. Первое время новый университет представлял собой только небольшой факультет шариата и исламского права, на котором обучалось несколько десятков студентов.
В 2017 году в университете обучалось уже около 5 500 студентов.

## Расположение
Университетский городок расположен в районе Биер-аль-Маджар, к северо-западу от Хеврона, и состоит из четырёх зданий в андалузском стиле.
При Университете также действует археологический музей, в раскопках под эгидой которого принимают участие студенты и преподаватели.

## Факультеты
Университет предоставляет обучение по около сорока программам бакалавриата и шести направлениям магистратуры.
В составе Университета находится восемь факультетов:
- Факультет агротехники и сельского хозяйства
- Факультет канонической мусульманской юриспруденции
- Факультет гуманитарных наук
- Факультет педагогики и образовательных технологий
- Факультет финансов, эконометрических исследований рынка и делового администрирования
- Научно-технический факультет
- Факультет сестринского дела и уход за больными
- Колледж аспирантуры и научных исследований

В Университете также действуют курсы арабского языка и литературы, рассчитанные на иностранцев.
Кроме того, действуют межкафедральные курсы — английская филология, лингвистика, менеджмент, исламоведение, защита растений, устойчивое управление природными ресурсами и история.